# Нерчинско-Заводский район
Не́рчинско-Заво́дский райо́н —  административно-территориальная единица (район) в Забайкальском крае России. В рамках организации местного самоуправления ему соответствует муниципальное образование Нерчинско-Заводский муниципальный округ (в 2006—2022 гг. — муниципальный район).
Административный центр — село Нерчинский Завод.

## География
Район расположен на востоке Забайкальского края. Имеет протяжённую границу с Китаем по Аргуни. Занимает левую сторону долины реки Аргунь, холмисто-увалистые равнины, низкогорные отроги Урюмканского и Нерчинского хребтов. Склоны горных массивов расчленены многочисленными долинами. Основные территории расположены на высотах 600—800 и 950—1100 м. Имеются месторождения: Аркиинское месторождение олова, Благодатское полиметаллическое месторождение, Дучарское проявление брекчий, Екатерино-Благодатское полиметаллическое месторождение, Михайловское полиметаллическое месторождение, Яшмовая Гора — месторождение яшмы, россыпи золота: Большой Зерентуй, Брикачанка, Камара-Кэрэн, Кудеинская россыпь золота, Нижняя Борзя, Солкононская (Солконон), Чашино-Ильдиканская россыпь золота и другие.
Климат резко континентальный. Средняя температура в июле +16 ÷ +18 °C (максимальная +39 °C), в январе −28 ÷ −30 °C (абсолютный минимум −53 °C). Количество осадков не превышает 500 мм/год. Вегетационный период от 120 до 150 дней. На востоке района протекает река Аргунь с притоками (реки Уров, Середянка, Камара, Ишага, Серебрянка, Нижняя Борзя). Распространены горные мерзлотно-таёжные оподзоленные и дерновые, лугово-лесные мерзлотные почвы, в долине Аргуни мерзлотные лугово-чернозёмные и аллювиально-луговые глубокопромерзающие. Основным типом местности является горная тайга, лиственничные леса преимущественно с подлеском из рододендрона. На юге — лесостепи, по долинам рек — луга. Лесостепь берёзовая и лиственнично-берёзовая. Луговые степи злаково-пижмовые и разнотравные. В долинах рек луга заболоченные и осоковые. Встречаются пижмовые степи местами в сочетании с зарослями ильмовника и абрикоса.

## История
Район образован 4 января 1926 года. 8 декабря 1942 года 13 сельсоветов были переданы из Нерчинско-Заводского района в новый Калганский район.

## Население
| 2002   | 2007    | 2009    | 2010    | 2011    | 2012    | 2013    | 2014    | 2015  |
| ------ | ------- | ------- | ------- | ------- | ------- | ------- | ------- | ----- |
| 12 499 | ↘11 900 | ↘11 820 | ↘10 782 | ↘10 767 | ↘10 495 | ↘10 247 | ↘10 023 | ↘9871 |
| 2016   | 2017    | 2018    | 2019    | 2020    | 2021    |         |         |       |
| ↘9697  | ↘9574   | ↘9428   | ↘9177   | ↘8986   | ↘7436   |         |         |       |

## Муниципально-территориальное устройство
В рамках организации местного самоуправления на территории района функционирует муниципальное образование Нерчинско-Заводский муниципальный округ (в 2006—2022 гг. — муниципальный район).
В существовавший с 2006 до 2022 года муниципальный район входили 14 муниципальных образований со статусом сельского поселения:
| №  | Сельское поселение  | Административный центр | Количество населённых пунктов | Население (чел.) | Площадь (км²) |
| -- | ------------------- | ---------------------- | ----------------------------- | ---------------- | ------------- |
| 1  | Аргунское           | село Аргунск           | 4                             | ↘646             | 3540,23       |
| 2  | Больше-Зерентуйское | село Большой Зерентуй  | 3                             | ↘591             | 1249,30       |
| 3  | Булдуруйское        | село Булдуруй 1-й      | 3                             | ↘396             | 375,92        |
| 4  | Георгиевское        | село Георгиевка        | 1                             | ↘175             | 195,54        |
| 5  | Горбуновское        | село Горбуновка        | 1                             | ↘183             | 174,50        |
| 6  | Горно-Зерентуйское  | село Горный Зерентуй   | 1                             | ↘593             | 77,78         |
| 7  | Ивановское          | село Ивановка          | 2                             | ↘515             | 205,42        |
| 8  | Михайловское        | село Михайловка        | 2                             | ↘500             | 271,80        |
| 9  | Нерчинско-Заводское | село Нерчинский Завод  | 1                             | ↘2327            | 70,06         |
| 10 | Олочинское          | село Олочи             | 1                             | ↘308             | 178,43        |
| 11 | Уров-Ключевское     | село Уровские Ключи    | 1                             | ↘227             | 1997,54       |
| 12 | Чашино-Ильдиканское | село Чашино-Ильдикан   | 1                             | ↘229             | 259,50        |
| 13 | Широковское         | село Широкая           | 2                             | ↘331             | 195,60        |
| 14 | Явленское           | село Явленка           | 1                             | ↘415             | 197,33        |

В 2015 году было упразднено Ишагинское сельское поселение, объединённое с Аргунским сельским поселением.
В 2022 году муниципальный район и все входившие в его состав сельские поселения были упразднены и объединены в муниципальный округ.

## Населённые пункты
В Нерчинско-Заводском районе 24 населённых пункта.
| №  | Населённый пункт     | Тип     | Население    | Бывшее сельское поселение |
| -- | -------------------- | ------- | ------------ | ------------------------- |
| 1  | Аргунск              | село    | ↘416 (2021)  | Аргунское                 |
| 2  | Байка                | село    | ↘247 (2021)  | Ивановское                |
| 3  | Большой Зерентуй     | село    | ↘630 (2021)  | Больше-Зерентуйское       |
| 4  | Булдуруй 1-й         | село    | ↘232 (2021)  | Булдуруйское              |
| 5  | Булдуруй 2-й         | село    | ↘105 (2021)  | Булдуруйское              |
| 6  | Георгиевка           | село    | ↘175 (2021)  | Георгиевское              |
| 7  | Горбуновка           | село    | ↘183 (2021)  | Горбуновское              |
| 8  | Горный Зерентуй      | село    | ↘593 (2021)  | Горно-Зерентуйское        |
| 9  | Домасово             | село    | ↘144 (2021)  | Аргунское                 |
| 10 | Золотоноша           | село    | ↘124 (2021)  | Больше-Зерентуйское       |
| 11 | Ивановка             | село    | ↘394 (2021)  | Ивановское                |
| 12 | Ишага                | село    | ↘146 (2021)  | Аргунское                 |
| 13 | Михайловка           | село    | ↘559 (2021)  | Михайловское              |
| 14 | Михайловский Участок | посёлок | ↘26 (2021)   | Михайловское              |
| 15 | Нерчинский Завод     | село    | ↘2327 (2021) | Нерчинско-Заводское       |
| 16 | Олочи                | село    | ↘308 (2021)  | Олочинское                |
| 17 | Поперечный Зерентуй  | село    | ↗1 (2021)    | Больше-Зерентуйское       |
| 18 | Солонечная           | село    | ↘25 (2021)   | Широковское               |
| 19 | Середняя             | село    | ↘136 (2021)  | Аргунское                 |
| 20 | Уровские Ключи       | село    | ↘227 (2021)  | Уров-Ключевское           |
| 21 | Чалбучи-Килга        | село    | ↘172 (2021)  | Булдуруйское              |
| 22 | Чашино-Ильдикан      | село    | ↘229 (2021)  | Чашино-Ильдиканское       |
| 23 | Широкая              | село    | ↗416 (2021)  | Широковское               |
| 24 | Явленка              | село    | ↘415 (2021)  | Явленское                 |

19 января 2005 года было упразднено село Воздвиженка. 

## Экономика
Экономическое развитие района связано с горно-добывающей промышленностью, осуществлялась подземная разработка полиметаллических руд на Благодатском руднике Нерчинского полиметаллического комбината. В 1990-х рудник закрыт, с начала XXI века ведутся подготовительные работы по его открытию. С 2008 года ведётся  добыча золота на карьере Савкинское, мощность по переработке руд составляет около 1 млн тонн в год. Производится заготовка леса, переработка сельхозсырья, выпечка хлеба и хлебобулочных изделий. Действуют Аргунский лесхоз и Аргунский сельский лесхоз. Сельское хозяйство специализируется на овцеводстве, мясомолочном скотоводстве и производстве зерна. К началу XXI века овцеводство практически не развито, выращиваются зерновые, в личных подсобных хозяйствах разводится скот. Сельхозпроизводство ведут: совх. «Ивановский» (с. Ивановка), ООО «Аргунск» (с. Аргунск), СХК «Нер-Заводское» (с. Нерчинский Завод) и др.

## Образование и культура
На 2000 год в районе насчитывалось 22 дневных общеобразовательных учреждения, 20 библиотек, 25 клубов, 6 больниц, сельская врачебная амбулатория и 14 фельдшерско-акушерских пунктов. Издаётся еженедельная районная газета «Советское Приаргунье».